# Lasianthus chlorocarpus
Lasianthus chlorocarpus är en måreväxtart som beskrevs av Karl Moritz Schumann. Lasianthus chlorocarpus ingår i släktet Lasianthus och familjen måreväxter. Inga underarter finns listade i Catalogue of Life.